# Апостольский нунций в Чили
Апостольский нунций в Республике Чили — дипломатический представитель Святого Престола в Чили. Данный дипломатический пост занимает церковно-дипломатический представитель Ватикана в ранге посла. Как правило, в Чили апостольский нунций является дуайеном дипломатического корпуса, так как Чили — католическая страна. Апостольская нунциатура в Чили была учреждена на постоянной основе 31 августа 1908 года, в ранге апостольской интернунциатуры. Её резиденция находится в Сантьяго.
В настоящее время Апостольским нунцием в Чили является архиепископ Куриан Матфей Ваялункал, назначенный Папой Франциском 15 марта 2025 года.

## История
Апостольская делегатура Чили была создана в XIX веке. Апостольская интернунциатура в Чили была учреждена 31 августа 1908 года, а в 1916 году повышена до ранга апостольской нунциатуры и её резиденция находится в Сантьяго-де-Чили.

## Апостольские нунции в Чили

### Апостольские делегаты
- Лоренцо Барили — (26 мая 1851 — 17 июня 1856 — назначен апостольским нунцием в Испании);
- Винсентиус Массони — (26 сентября 1856 — 3 июня 1857);
- Марино Марини — (14 августа 1857 — 27 марта 1865 — назначен епископом Орвьето, с персональным титулом архиепископа);
- Марио Моченни  — (14 августа 1877 — 28 марта 1882 — назначен апостольским интернунцием в Бразилии);
- Челестино дель Фрате — (31 марта 1882 — 6 марта 1883);
- Пьетро Монти — (7 января 1903 — 31 октября 1907);
- Энрико Сибилья — (29 июля — 31 августа 1908).

### Апостольские интернунции
- Энрико Сибилья — (31 августа 1908 — 22 апреля 1914);
- Себастьяно Никотра — (16 — 31 декабря 1916).

### Апостольские нунции
- Себастьяно Никотра — (31 декабря 1916 — 1 октября 1918);
- Бенедетто Алоизи Мазелла — (20 ноября 1919 — 26 апреля 1927 — назначен апостольским нунцием в Бразилии);
- Этторе Феличи — (9 ноября 1927 — 20 апреля 1938 — назначен апостольским нунцием в Югославии);
- Альдо Лаги — (28 августа 1938 — 2 января 1942);
- Маурильо Сильвани — (23 мая 1942 — 4 ноября 1946 — назначен апостольским интернунцием в Австрии);
- Марио Дзанин — (21 марта 1947 — 7 февраля 1953 — назначен апостольским нунцием в Аргентине);
- Себастьяно Баджо — (1 июля 1953 — 12 марта 1959 — назначен апостольским делегатом в Канаде);
- Опилио Росси — (25 марта 1959 — 25 сентября 1961 — назначен апостольским нунцием в Австрии);
- Гаэтано Алибранди — (5 октября 1961 — 9 декабря 1963 — назначен апостольским нунцием в Ливане);
- Эгано Риги-Ламбертини — (9 декабря 1963 — 8 июля 1967 — назначен апостольским нунцием в Италии);
- Карло Мартини — (5 августа 1967 — 6 июля 1970 — назначен апостольским делегатом в Мексике);
- Сотеро Санс Вильяльба — (16 июля 1970 — 24 ноября 1977 — назначен апостольским делегатом в Мексике);
- Анджело Содано — (30 ноября 1977 — 23 мая 1988 — назначен секретарём Римской курии);
- Джулио Эйнауди — (23 сентября 1988 — 29 февраля 1992 — назначен апостольским нунцием в Хорватии);
- Пьеро Биджо — (23 апреля 1992 — 27 февраля 1999 — назначен апостольским нунцием в Дании);
- Луиджи Вентура — (25 марта 1999 — 22 июня 2001 — назначен апостольским нунцием в Канаде);
- Альдо Кавалли — (28 июня 2001 — 29 октября 2007 — назначен апостольским нунцием в Колумбии);
- Джузеппе Пинто — (6 декабря 2007 — 10 мая 2011 — назначен апостольским нунцием на Филиппинах);
- Иво Скаполо — (15 июля 2011 — 29 августа 2019 — назначен апостольским нунцием в Португалии);
- Альберто Ортега Мартин — (7 октября 2019 — 14 мая 2024 — назначен апостольским нунцием в Венесуэле).
- Куриан Матфей Ваялункал — (15 марта 2025 — по настоящее время).